# Blenda (przeciwlotniczy zestaw artyleryjski)

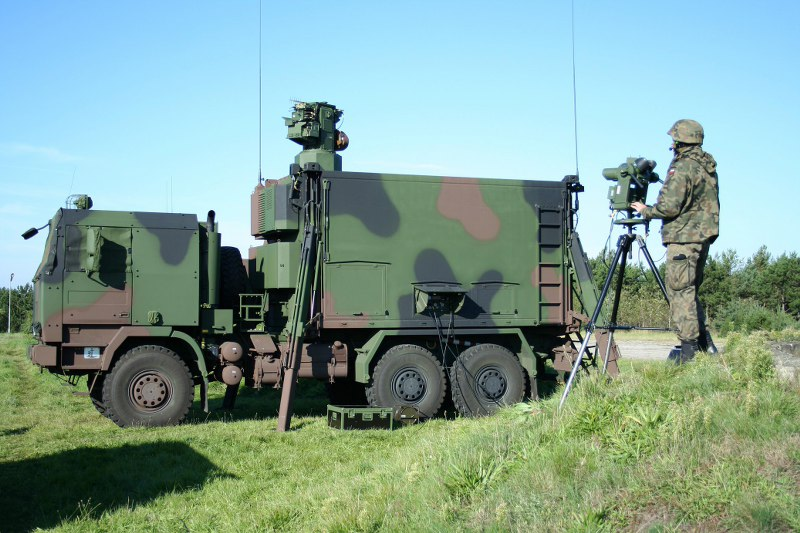
WD-95 na podwoziu Jelcza

Wóz dowodzenia WD-95 systemu Blenda – zautomatyzowany system dowodzenia i kierowania ogniem dywizjonu artylerii przeciwlotniczej zabudowany na podwoziach samochodów Star lub Jelcz, produkowany przez PIT-Radwar S.A.
Przeciwlotniczy zestaw artyleryjski Blenda przeznaczony jest do zwalczania celów powietrznych na małych wysokościach oraz lekko opancerzonych celów naziemnych i nawodnych, Jako środek ogniowy może wykorzystywać zestawy artyleryjskie lub rakietowe bardzo krótkiego zasięgu

## Opis konstrukcji
System pozwala na wykrywanie i śledzenie celów, sterowanie baterią armat oraz współpracę ze stanowiskiem dowodzenia wyższego szczebla.
Wóz dowodzenia wyposażony jest w zintegrowaną głowicę śledzącą wyposażoną w:
- urządzenie zapytujące IFF,
- kamera podczerwieni (FLIR),
- kamera TV światła dziennego i
- dalmierz laserowy.

Ponadto posiada lornetę obserwacyjną TZK B połączoną łączem cyfrowym, wykorzystywaną do obserwacji przestrzeni powietrznej i śledzenia celów. Wóz może współpracować z zestawem artyleryjskim różnego kalibru (np. 23 mm, 35 mm, 57 mm) lub rakietowymi (np. Grom). Posiada agregat prądotwórczy o mocy około 20 kW zamontowany na podwoziu jednoosiowej przyczepy.

## Dane techniczne[2]
- Zasięg wykrywania samolotu myśliwskiego: 10 km
- Czas reakcji systemu:10 s

## Użytkownicy
- 8 dywizjon przeciwlotniczy Marynarki Wojennej
- 9 dywizjon przeciwlotniczy Marynarki Wojennej[3]
- bazy lotnictwa morskiego[4]